# Città consolidata
La città consolidata (in inglese consolidated city-county) è un ente locale degli Stati Uniti che è al contempo una città e una contea, detenendo quindi sia i poteri comunali che quelli della contea.

## Tipologie
Se in pochi casi esistono città consolidate fin dall’apposita creazione della contea, nella maggioranza dei casi sono il risultato di espansioni edilizie che hanno saturato una contea consigliando la fusione dei due livelli amministrativi.
Nella legislazione di alcuni stati, in particolare la Virginia, al consolidamento consegue l’abolizione legale della contea, creando una città indipendente. In un sistema federale come quello americano tuttavia, la differenza di questa casistica è puramente lessicale.

## Lista
- Filadelfia
- San Francisco
- Denver
- New Orleans
- Broomfield
- Columbus e (Muscogee)
- Lexington e (Fayette)

### Semi-consolidamenti
In molti casi il consolidamento è stato parziale, in quanto solo il capoluogo si è consolidato con la contea. L’autorità risultante gestisce così sì entrambi i livelli, ma come amministrazione comunale solo il capoluogo, rimanendo esistenti le municipalità minori della contea.
- Athens-Contea di Clarke
- Augusta-Contea di Richmond
- Indianapolis-Contea di Marion
- Jacksonville-Contea di Duval
- Kansas City-Contea di Wyandotte
- Louisville-Contea di Jefferson
- Nashville-Contea di Davidson
- Macon-Contea di Bibb
- Baton Rouge-Parrocchia di East Baton Rouge
- Lafayette-Parrocchia di Lafayette

### Micro-contee
In altri casi il consolidamento non è avvenuto in un’ottica metropolitana, ma al contrario perché alcune contee sono così piccole, remote e disabitate da non poter essere più suddivise in comuni. In questi casi rimane un riferimento onorifico al vecchio capoluogo, ma il risultato non è altro che una comune amministrazione di contea, seppur tuttofare. I casi sono diversi: la Contea di Chattahoochee, la contea di Quitman, la Contea di Echols, la contea di Webster, la contea di Greeley, la Contea di Silver Bow, la Contea di Deer Lodge, la Contea di Trousdale, la contea di Moore, la contea di Camden, la contea di Greeley, la Parrocchia di Terrebonne.

### Casi apparenti
Nelle due legislazioni particolari delle Hawaii e dell’Alaska, il consolidamento è solo apparente. L’arcipelago del Pacifico non è diviso in comuni, e Honolulu è una contea con un sindaco come le altre, e il titolo di città è solo onorifico. Nel remoto Stato dell’estremo nord, Anchorage con Juneau, Sitka e Yakutat si gestiscono da sé non esistendo contee, ma negli ultimi due casi non hanno neppure un sindaco. Nantucket nel Massachusetts non ha neppure il titolo di città. Arlington, Menominee e Los Alamos sono contee senza comuni.

### New York e Washington
La capitale, pur essendo un distretto federale e non una contea, è assimilabile a questa casistica dal 1871, quando l'amministrazione cittadina ha assorbito tutti i vecchi municipi del distretto.
Il caso di New York, la più grande città della nazione, è invece sui generis in quanto l’espansione edilizia si è spinta fino ad assorbire non una, ma ben 5 contee riducendole a sue borgate. L’amministrazione cittadina non ha quindi consolidato i due livelli amministrativi ma li ha addirittura invertiti ponendosi al di sopra delle contee, creando un’enorme città metropolitana.